# 7.62×25mm托卡列夫手槍彈
7.62×25mm托卡列夫手槍彈（俄语：7,62 mm Tokarev (7,62×25 Tokarev) ）是具有瓶状外形的半凸缘弹药，是苏联在德国7.63×25毫米毛瑟弹的基础上发展起来的。它与德国弹药筒的不同之处在于扩大的凹槽和部分突出的边缘。这是苏联正式采用的第一种手枪弹。后来随着苏对社会主义国家的援助，逐步扩散。

## 历史[1][2]
在第一次世界大战之前，7.63×25mm 毛瑟C96手枪在全球范围内广受欢迎。 1908 年，沙皇军队将 C96 列入批准的随身武器清单，军官可以自费购买，以代替携带纳甘 M1895 左轮手枪。 1914 年至 1917 年间，沙皇军队从德国和土耳其军队缴获了更多毛瑟手枪和弹药。
1920年代初期，负责采购的军事部门为了满足苏联武装部队的需要，坚持开发自己生产的手枪，旨在取代工农红军（RKKA）服役的各种系统和口径的外国制造左轮手枪和手枪。1924 年和 1927 年，进行了 7.65x17HR（7.65 毫米勃朗宁）弹药的演示。1928年至1930年苏联军事和海军人民委员部举办了为红军士兵和指挥员打造新标准自卫武器的竞赛。评估了包括外国手枪在内的17种不同系统的手枪。同时，还讨论了最有效弹药的问题：它应该是类似于当时在苏联流行的 7.63 毫米毛瑟弹的弹药，并且精度更高。得益于毛瑟枪及其弹药被用于俄罗斯内战以及苏维埃俄罗斯和魏玛共和国之间 20 年代相对密切的合作时期，苏联最终从德国的DWM军火公司购买了许可证和制造设备来生产该弹药。

## 弹药尺寸和性能

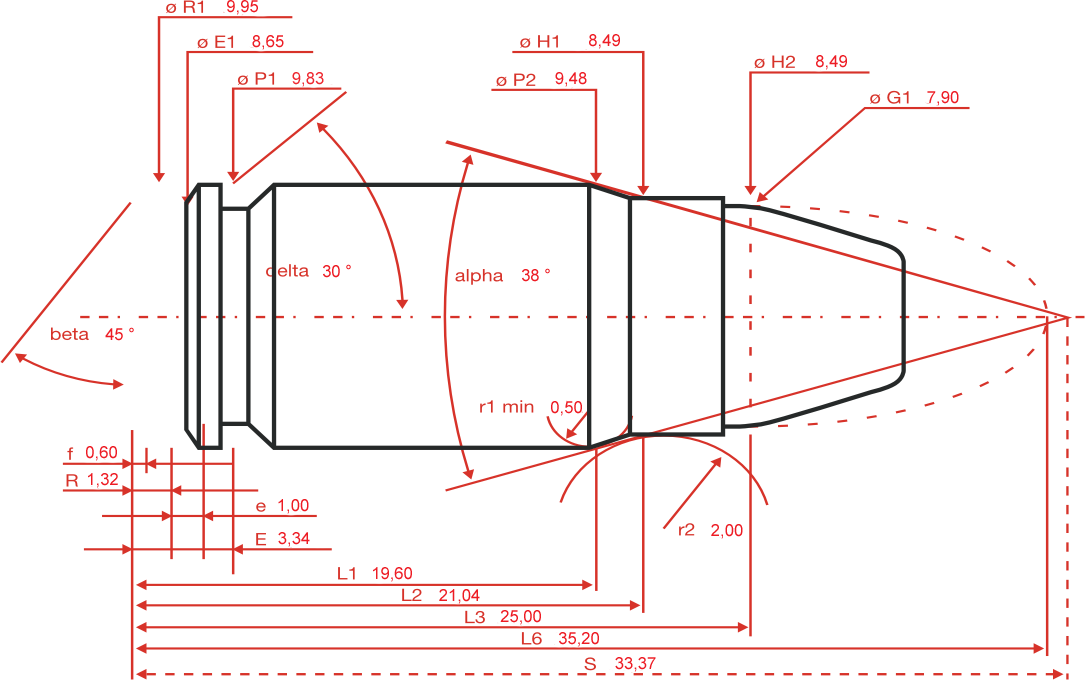
7.62×25mm 托卡列夫 C.I.P.弹药尺寸

根据常设国际手枪测试委员会（法国国际常设手枪测试委员会，CIP）的表格，7.62毫米托卡列夫弹药的药粉燃烧产生的气体最大允许压力为2500巴，比 7.63 毫米毛瑟弹药高 250 Bar。子弹直径也存在细微差别。根据表格，7.62 毫米托卡列夫弹药筒的子弹直径为 7.90 毫米（311 英寸），而 7.63 毫米毛瑟弹药的子弹直径为 7.86 毫米（309 英寸）。弹壳的长度以及弹壳的总长度（L6）略有不同。
7.62×25mm 托卡列夫弹使用有 1.04 毫升的容积（16.80格令），此弹药的常见膛线扭曲率为 240 毫米，使用包尔丹底火或者伯克赛底火。

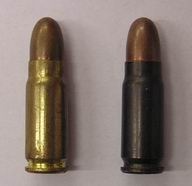
黄铜制弹壳和涂漆弹壳比较

各种托卡列夫弹药筒的枪口速度约为 1,300 至 1,800 fps。常见的速度约为442 米/秒-480米/秒，能量约为 470 焦耳-600焦耳，最大膛压平均值210MPa。
虽然TT以7.62×25毫米TT弹药筒（7.62×25毫米托卡列夫）子弹的高侵彻效果而闻名，但实际上最有效的弹药是带有钢芯的“Pst”子弹，可穿透II 级防护或 NIJ IIIA+ 的防弹衣。

## 种类
苏联主要生产以下四种7.62毫米托卡列夫弹药：
- П：普通铅芯弹
- П-41：穿甲燃烧弹，1941年采用。
- ПТ ：曳光弹，1941年采用。
- ПС：钢芯弹药，1953年采用。

## 使用槍械
- 托卡列夫手槍
- 51式／54式手槍
- 68式手槍
- NP22 (PX-3)式手槍
- Zastava M57手槍
- 80式衝鋒手槍
- PPD-40衝鋒槍
- PPSh-41衝鋒槍
- PPS衝鋒槍
- M56衝鋒槍
- CZ-52手枪
- 64式微聲衝鋒槍
- 79式冲锋枪

## 使用國家
以下是7.62×25mm托卡列夫手槍彈的主要用戶：
- 苏联－原產國。
- 俄羅斯，ОЦ-27 Бердыш，
- 中华人民共和国－中華人民共和國在50年代初开始的武器苏式化过程中采用了托卡列夫手枪弹，由1951年開始生產，並命名為51式手槍彈。用於仿製的TT手槍（51式/54式）和PPSH（50式）以及PPS-43（54式）這兩種衝鋒槍，亦有把在國共內戰時擄獲自國軍的美製湯普森衝鋒槍和M1911手枪改膛發射托卡列夫手槍彈，中國人民志願軍曾用這些槍械參與韓戰。中國自行研製的64式微聲衝鋒槍（主要配用尖头的亚音速弹，也可通用51式手枪弹）以及79式衝鋒槍也是採用托卡列夫手槍彈。
- －用於仿製的PPSH衝鋒槍（49式）、TT手槍（68式）。
- 越南－越戰當中用於PPSH衝鋒槍（49式、50式）、K-50M衝鋒槍及TT手槍（51式/54式、68式）。
- 南斯拉夫－用於仿自MP40的M56衝鋒槍。
- 德意志國－二戰期間繳獲自蘇軍。
- 芬兰－二戰期間繳獲自蘇軍。